# Mitja Leskovar
Mitja Leskovar, slovenski rimokatoliški nadškof in diplomat, * 3. januar 1970, Kranj. 
Msgr. Leskovar je naslovni nadškof Beneventa in apostolski nuncij v Iraku. Pred tem je bil kaplan v Župniji Domžale, po opravljenem doktoratu iz cerkvenega prava na papeški univerzi Gregoriani pa je nekaj let deloval na Apostolski nunciaturi v Bangladešu. Nato se je za enajst let zaposlil v Državnem tajništvu Svetega sedeža ter od leta 2015 kot svetovalec deloval na več nunciaturah.

## Življenjepis
Rodil se je 3. januarja 1970 v Kranju, odraščal pa v bližnji vasi Kokrici. Leta 1989 je vstopil v ljubljansko bogoslovje ter leta 1994 diplomaral iz politologije. Istega leta je prejel diakonsko posvečenje. 29. junija 1995 je bil posvečen v duhovnika ter imenovan za kaplana v Župniji Marijinega vnebovzetja v Domžalah. Leta 1997 nadaljeval študij v Rimu, kjer je leta 1999 magistriral, nato pa še doktoriral iz cerkvenega prava.

### Delovanje na Svetem sedežu
Po končanem izobraževanju za diplomatsko službo v Vatikanu leta 2001, je dve leti deloval na Apostolski nunciaturi v Bangladešu, čez dve leti pa začel delovati v Državnem tajništvu Svetega sedeža kot vodja protiobveščevalnega urada. Istočasno je bil tudi pomočnik duhovnega asistenta vatikanske Bratovščine svetih apostolov Petra in Pavla. Leta 2015 je postal svetovalec na Apostolski nunciaturi v Nemčiji, čez tri leta pa še na Apostolski nunciaturi v Indiji in v Nepalu.

#### Apostolski nuncij v Iraku
Papež Frančišek je Mitjo Leskovarja 1. maja 2020 imenoval za naslovnega nadškofa Beneventa ter apostolskega nuncija v Iraku. Škofovsko posvečenje je prejel v soboto, 8. avgusta 2020 v stolnici sv. Nikolaja v Ljubljani. Posvečenje mu je podelil kardinal Franc Rode, prisotni pa so bili tudi slovenski škofje in apostolski nuncij v Slovenije Jean-Marie Speich, nadškof Ivan Jurkovič, stalni opazovalec Svetega sedeža pri OZN, apostolski nuncij na Hrvaškem in drugi.

### Zasebno
Med tujimi jeziki govori italijansko, angleško, nemško, hrvaško, francosko in špansko.